# Jabal al Ḩuwaybīţ
Jabal al Ḩuwaybīţ är en kulle i Förenade Arabemiraten.   Den ligger i emiratet Fujairah, i den nordöstra delen av landet, 230 kilometer nordost om huvudstaden Abu Dhabi. Toppen på Jabal al Ḩuwaybīţ är 318 meter över havet.
Terrängen runt Jabal al Ḩuwaybīţ är huvudsakligen kuperad, men österut är den platt. Havet är nära Jabal al Ḩuwaybīţ österut. Närmaste större samhälle är Dibba Al-Fujairah, 15,0 kilometer nordväst om Jabal al Ḩuwaybīţ.
Trakten runt Jabal al Ḩuwaybīţ består i huvudsak av gräsmarker.